# Pangantucan
Pangantucan is een gemeente in de Filipijnse provincie Bukidnon op het eiland Mindanao. Bij de laatste census in 2007 had de gemeente bijna 47 duizend inwoners.

## Geografie

### Bestuurlijke indeling
Pangantucan is onderverdeeld in de volgende 19 barangays:
| - Adtuyon - Bacusanon - Bangahan - Barandias - Concepcion - Gandingan - Kimanait - Kipadukan - Langcataon - Lantay | - Madaya - Malipayon - Mendis - Nabaliwa - New Eden - Payad - Pigtauranan - Poblacion - Portulin |

## Demografie
Pangantucan had bij de census van 2007 een inwoneraantal van 46.689 mensen. Dit zijn 3.487 mensen (8,1%) meer dan bij de vorige census van 2000. De gemiddelde jaarlijkse groei komt daarmee uit op 1,08%, hetgeen lager is dan het landelijk jaarlijks gemiddelde over deze periode (2,04%). Vergeleken met de census van 1995 is het aantal mensen met 8.271 (21,5%) toegenomen.

De bevolkingsdichtheid van Pangantucan was ten tijde van de laatste census, met 46.689 inwoners op 461,72 km², 101,1 mensen per km².